# I Just Wasn’t Made for These Times
Az I Just Wasn't Made For These Times a Beach Boys 1966-os dala, a Pet Sounds LP tizenegyedik száma, a zeneszerző és a producer Brian Wilson, a dalszöveget Tony Asher szerezte. A szólóvokált Wilson énekli. A dalban hallható a rockzenében elsőként a teremin nevű elektronikus hangszer – helyesebben annak egy, Paul Tanner által az ötvenes évek végén módosított, billentyűkkel kiegészített változata, a Tannerin. Brian Wilson nem sokkal később a „Good Vibrations” és a „Wild Honey” című dalaiban alkalmazta újra a Tannerint. Wilson egy interjúban elmondta: „Gyerekkoromban nagyon féltem a Theremin hangjától, amit gyakran lehetett hallani azokban a régi horrorfilmekben, ettől a megbabonázó, boszorkányos hangtól.”
Brian a következőket mondta a dalról: „Ez a szám egy srácról szól, aki állandóan szomorú, mert úgy érzi, megelőzi a saját korát, és emiatt minden barátját maga mögött kell hagynia. A Pet Sounds készítése közben a barátaim azt gondolták, hogy megőrültem.”
Tony Asher számára e dal szövegének megírása jelentette a legkomolyabb feladatot Wilsonnal való kollaborációja során. „A többi dal esetében Brian beszélt nekem egy bizonyos érzésről, és én rávágtam, Igen, igen, tudom, miről beszélsz. Talán nem ugyanolyan módon vagy ugyanolyan mértékben, de megértettem azokat az érzéseket. De Brian-nek ezzel az érzésével, hogy nem illik bele a társadalomba és mind jobban elidegenedik a világtól, nem tudtam azonosulni. Ez a dalszöveg kimondottan Brian érzéseit közvetíti.”

## Részletek
- Szerzők: Brian Wilson/Tony Asher
- Album: Pet Sounds
- Hossz: 3:11
- Producer: Brian Wilson
- Instrumentális felvételek: 1966. február 14., Gold Star Studios, Hollywood, Kalifornia. Hangmérnök: Larry Levine.
- Vokálfelvételek: 1966 március–április, Columbia Studios, Hollywood, Kalifornia. Hangmérnök: Ralph Balantin.

### Zenészek
- Brian Wilson: szólóvokál
- Hal Blaine: dob, üstob, bongó
- Frank Capp: üstdob, ütősök
- Chuck Berghofer: basszusgitár
- Ray Pohlman: basszusgitár
- Glen Campbell: gitár
- Barney Kessel: gitár
- Don Randi: zongora
- Mike Melvoin: csembaló
- Paul Tanner: Tannerin
- Tommy Morgan: harmonika
- Steve Douglas: tenorszaxofon
- Plas Johnson: tenorszaxofon
- Bobby Klein: tenorszaxofon
- Jay Migliori: baritonszaxofon